# Salut, et encore merci pour le poisson
Salut, et encore merci pour le poisson (titre original : So Long, and Thanks for All the Fish) est le quatrième volume de la « trilogie en cinq volumes » Le Guide du voyageur galactique, imaginée par Douglas Adams. Il a été écrit en 1984 et fut traduit en français par Jean Bonnefoy en 1994.

## Personnages
- Arthur Dent : Terrien exilé de retour chez lui
- Fenchurch (alias Fenny) : terrienne qui a du mal à comprendre le monde autour d'elle
- Ford Prefect : infatigable astro-stoppeur
- Marvin : le robot dépressif

## Résumé
La Terre, censée avoir été détruite par les Vogons pour laisser place à une voie expresse hyperspatiale, est, à la surprise générale, toujours là. Arthur Dent retourne donc chez lui, retrouve sa maison et sa vie. Il rencontre Fenchurch, avec qui il a beaucoup de points communs. Ils vont chercher à comprendre ce qui s'est passé sur Terre et comment les dauphins ont disparu.
Ford Prefect, lui aussi, rejoint la Terre et les aide à partir en quête du dernier message de Dieu à Sa création.

## Remarque
Cet épisode se passe essentiellement sur Terre. Zaphod Beeblebrox et Trillian n'apparaissent pas. Marvin n'apparaît qu'à la fin, brièvement.